# HD45827
HD45827 — хімічно пекулярна зоря спектрального класу
B9 й має видиму зоряну величину в смузі V приблизно  6,6.

## Пекулярний хімічний вміст
Зоряна атмосфера HD45827 має підвищений вміст 
Si
.